# Actinote zilchi
Actinote zilchi är en fjärilsart som beskrevs av Franz och Schröder 1954. Actinote zilchi ingår i släktet Actinote och familjen praktfjärilar. Inga underarter finns listade i Catalogue of Life.